# 多雄山龙胆
多雄山龙胆（学名：Gentiana doxiongshanensis）是龙胆科龙胆属的植物，是中国的特有植物。分布在中国大陆的西藏等地，生长于海拔3,900米至4,250米的地区，多生在山坡草甸，目前尚未由人工引种栽培。